# Gyrinomimus
Genre
Gyrinomimus est un genre de poissons de la famille des Cetomimidae. Ces espèces sont communément appelées « poissons-baleines flasques »

## Liste d'espèces
Selon World Register of Marine Species (1er juillet 2023) :
- Gyrinomimus andriashevi Fedorov, Balushkin & Trunov, 1987
- Gyrinomimus bruuni Rofen, 1959
- Gyrinomimus grahami L. R. Richardson & Garrick, 1964
- Gyrinomimus myersi A. E. Parr, 1934
- Gyrinomimus parri Bigelow, 1961

## Systématique
Le genre Gyrinomimus a été créé en 1934 par le zoologiste américain Albert Eide Parr (1900-1991) avec comme espèce type Gyrinomimus myersi.
Ce taxon porte en français le nom vernaculaire ou normalisé suivant : poisson-baleine flasque.

## Publication originale
- (en) Albert Eide Parr, « Report on experimental use of a triangular trawl for bathypelagic collecting with an account of the fishes obtained and a revision of the family Cetomimidae », Bulletin of the Bingham Oceanographic Collection, États-Unis, vol. 4, no 6,‎ 1934, p. 1-59 (ISSN 0097-1375, lire en ligne, consulté le 1er juillet 2023).